# Момир Крсмановић
Момир Крсмановић (Бурсићи, код Вишеграда, 1933) српски је писац. Аутор је више историјских романа о геноциду над српским народом. Године 2013. објављује књигу Голгота српског народа 1941-1957. у седам томова, књига је скуп усмених свједочења о страдању српског народа из источне Босне.

## Биографија
Рођен је у српском селу Бурсићи у општини Вишеград, Краљевина Југославија. Почетком Другог свјетског рата у Југославији, 3. октобра 1941. године када је имао девет година, преживео је усташки покољ у Клисури подно Сјемећа (између Сјемећа, Борика и Међеђе) над српским збјеговима у Подрињу. У овом усташком покољу му је убијена мајка Јока, шестогодишњи брат Радомир и многобројна родбина. Отац Миливоје је преживио заједно са 40 становника који су бранили село од усташа, али су били потиснути и село су заузеле усташе. Момир Крсмановић је непосредно прије покоља побјегао у брдо изнад села, а када се након покоља вратио, затекао је распорену мајку. Једини који је преживио покољ је био његов шестогодишњи брат Милорад који се налазио сакривен испод поњаве.
| „                  | Мајку су ми усташе распориле ножем. Изашла су јој црева и она се онесвестила. Када је дошла себи, у том неком подруму, у планинској кући где су затворили жене и децу, кољачи су већ били отишли уверени да живе сведоке иза себе нису оставили. Две жене су, ипак, преживеле. Савка Планинчић је ускочила у сандук са брашном, а Марија Фуртула је, иако и сама рањена, затрпана лешевима других жена успела да превари усташе да још даје знаке живота. Оне су ми много година касније препричавале последње сате моје сироте мајке. Причале су ми како је, када је дошла свести, властитим рукама враћала црева у стомак и молила једну од њих да јој га зашију. Када јој је уплашена жена дрхтавим гласом рекла да не сме, она је само одмахну главом: „Дај ми иглу, сама ћу“. Тако се, јадна, сама зашивала. Са њом су тада били моја деветомесечна сестрица Драгица и млађа браћа, четворогодишњи Милорад и шестогодишњи Радомир. Када су црнокошуљаши отишли, уверени да крвави пир нико није преживео, онако мајушни, су се искобељали испод поњаве. Сестрица је плакала од глади, а мајка се поново онесвестила. Конци које је сама пришивала попуцали су. Више јој није било спаса... баш као ни малом Радомиру којег су усташе изболе ножем. | ” |
| — Момир Крсмановић | |   |

У марту 1942. године се под налетом офанзиве Црне легије Јуре Францетића поново нашао у српским збјеговима на Дрини у Подрињу са оцем Миливојем и преживјелим братом Милорадом. Збјег је сачињавало 10.000 Срба. На молбу Милана Недића, њемачке трупе су спасиле један дио Срба, тако што су кренуле према Дрини и преузеле један дио збјега који се налазио у окружењу Црне легије. Пошто су Момир и Милорад изгубили мајку, Нијемци су дозволили да се и отац Миливоје укрца на теретни воз који их је одвео у логор Сајмиште у Земун. У логору Сајмиште их прихвата Недићев Црвени крст, те Момир основну школу завршава при Недићевој војсци у дому за српске избјеглице. Након завршетка Другог свјетског рата завршава машинбраварски занат и вишу металску школу.
Своју прву причу „Деца око мртве мајке“ је објавио у листу „Омладина Југославије“. Момир Крсмановић је потпредседник управног одбора Академије „Иво Андрић“, члан Удружења књижевника Србије и Удружења књижевника Српске. Пензионисан је и живи у Београду.

## Дјела
Његово прво дјело „Тече крвава Дрина“ издато је 1983. Штампање романа је финансирало девет стотина запослених предузећа „Бора Кечић“ у Железнику, гдје је Момир Крсмановић у то вријеме био запослен. За овај историографски роман у коме су све личности аутентичне, материјал је сакупљао пуних десет година. Роман је базиран на чињеницама, истинским личностима и свједочењима преживјелих. Роман Тече крвава Дрина због своје тематике која обрађује злочине над Србима је 1983. године изазвао мноштво реаговања у јавности тадашње Југославије. Роман је назван „атак на братство и јединство“, а у Београду је основана је и комисија за „случај Крсмановић“. Дјело Тече крвава Дрина је посветио својој мајци Јоки.
Током распада Југославије 1992. године објавио је први дио трилогије Крваве руке ислама, који је преведен и на енглески језик. Роман је написан у манастиру Велика Ремета на Фрушкој гори. Ова трилогија је употпуњена романима Трагови мртве браће и Клетва мртве браће.
Роман И бог је заплакао над Босном, у коме описује страдања српског народа у периоду Рата у Босни 1992-1994, објављује 1994. године. За писање овога романа је користио 120 аудио-касета које садрже свједочења о страдању Срба на простору од Брчког до Невесиња.

## Награде
За роман Тече крвава Дрина које је преведено на енглески језик је добио захвалницу од Симона Визентала и Маргарет Тачер. Добио је и захвалницу од Патријарха српског Павла.
Орден Светог Саве 2. реда уручио му је 22. октобра 2019. патријарх српски Иринеј.